# Kittie
Kittie je kanadská ženská metalová kapela založená v roce 1996 ve městě London v provincii Ontario bubenicí Mercedes Landerovou a kytaristkou Fallon Bowmanovou, když byly obě dívky ještě na škole. Prvotní sestavu doplnily zpěvačka Morgan Landerová (sestra Mercedes) a baskytaristka Tanya Candlerová.
Debutové studiové album s názvem Spit vyšlo v roce 1999, dalo by se označit za nu metalové.

## Diskografie
Studiová alba
- Spit (1999)
- Oracle (2001)[2]
- Until the End (2004)
- Funeral for Yesterday (2007)
- In the Black (2009)
- I've Failed You (2011)

EP
- Kittie (1998)
- Paperdoll (2000)
- Safe (2002)
- Never Again (2006)

Kompilační alba
- Not So... Safe (2012)